# 1833년
1833년은 화요일로 시작하는 평년이다.

## 연호
- 청(淸) 도광(道光) 13년
- 일본(日本) 덴포(天保) 4년
- 응우옌 왕조(阮朝) 민망(明命) 14년

## 기년
- 류큐(琉球) 쇼코왕(尚灝王) 30년
- 청(淸) 선종 도광제(宣宗 道光帝) 13년
- 조선(朝鮮) 순조(純祖) 33년
- 응우옌 왕조(阮朝) 명명제(明命帝) 14년

## 사건
- 1월 1일, 영국이 해적 행위에 대한 소식을 듣고 주변 해역의 안전보장을 위한다는 명분으로 포클랜드 제도를 점령하였다.
- 3월 - 미가소동(米價騷動): 동막(東幕: 관란동, 현재의 서울 마포구 용강동의 옛지명)의 객사주인 김재순(金在純)이 시전 곡물상들과 공모, 쌀을 매점매석해 쌀값이 오르자 쌀을 구하지 못한 백성들이 쌀가게를 공격하고 한성 주변 부잣집 15가구를 습격해 쌀창고를 파괴하고 방화했다.
- 4월 29일, 스위스의 취리히 대학교가 개교하였다.
- 5월 6일 - 카를 프리드리히 가우스와 빌헬름 에두아르트 베버가 괴팅겐에서 전신 개발 허가를 얻다.
- 5월 17일,  안토니오 로페스 데 산타 안나가 멕시코의 대통령에 취임하였다.
- 7월 4일, 멕시코의 대통령 안토니오 로페스 데 산타 안나가 퇴임하였다.
- 9월 29일 스페인의 페르난도 7세의 서거하고, 그의 딸 이사벨 2세가 세 살의 나이에 여왕으로 즉위하였다.
- 9월, 미국의 앤드루 잭슨 대통령은 미합중국 제2 은행에 정부 자금 예탁을 끝낸다는 집행 명령을 발표했다.
- 미국의 미국국민공화당이 해산하고 휘그당이 창당하였다.
- 러시아 제국과 오스만 제국가 콘스탄티노플 대안(對岸) 운키아르 스켈레시(Unkiar Skelessi)에서 조약(운키아르 스켈레시 조약)을 체결하였다. 양국에 내란이나 전쟁이 발생하였을 경우의 상호원조를 약속한 외에 비밀추가조약(秘密追加條約)에 있어서 러시아 군함의 다르다넬스 해협의 자유 항해와 타국 군함의 통과에 대한 폐쇄를 약정하였다.
- 일본에서 대기근(덴포 대기근)이 발생하여 1837년까지 이어졌다.
- 영국에서는 성공회 신자인 윌리엄 윌버포스 등의 인도주의자들의 노예 제도 반대 운동으로 노예제도가 금지되었다.
- 셰이크 막툼 빈 버티 알 막툼이 바니야스 부족에서 800명을 이끌고 두바이를 공식적으로 세웠다.
- 갈리시아 왕국이 해체되었다.
- 그리스의 국왕 오톤이 영국 군함을 타고, 그리스의 임시수도 나플리오에 도착하였다. 오톤의 바이에른 관료들의 정치적 결정에 따라 그리스 정교회는 콘스탄티노폴리스 총대주교로부터 독립하여 자치 교회가 되었다.

## 탄생
- 1월 19일 - 독일의 수학자 알프레트 클렙슈. (~1872년)
- 2월 6일 - 남북전쟁 남부동맹의 장군 젭 스튜어트. (~1864년)
- 5월 7일 - 독일의 작곡가 요하네스 브람스. (~1897년)
- 8월 11일 - 메이지 유신 시기 일본의 정치인 기도 다카요시. (~1877년)
- 8월 20일 - 미국의 제23대 대통령 벤저민 해리슨. (~1901년)
- 8월 27일 - 조선 후기의 무신, 군인 이인호. (~1881년)
- 10월 21일 - 스웨덴의 과학자 알프레드 노벨. (~1896년)
- 11월 12일 - 러시아 작곡가 알렉산드르 보로딘. (~1887년)
- 11월 19일 - 독일의 철학자 빌헬름 딜타이. (~1911년)
- 12월 5일 - 조선 후기의 정치인 최익현. (~1907년)

## 사망
- 1월 10일 - 프랑스의 수학자 아드리앵마리 르장드르. (1752년~)
- 5월 29일 - 독일의 법학자 파울 요한 안젤름 폰 포이어바흐 기사. (1775년~)
- 12월 17일 - 독일의 미스테리 소년 카스파르 하우저. (1812년~)

## 달력
| 1월 |    |    |    |    |    |    |
| 일  | 월 | 화 | 수 | 목 | 금 | 토 |
|     |    | 1  | 2  | 3  | 4  | 5  |
| 6   | 7  | 8  | 9  | 10 | 11 | 12 |
| 13  | 14 | 15 | 16 | 17 | 18 | 19 |
| 20  | 21 | 22 | 23 | 24 | 25 | 26 |
| 27  | 28 | 29 | 30 | 31 |    |    |

| 2월 |    |    |    |    |    |    |
| 일  | 월 | 화 | 수 | 목 | 금 | 토 |
|     |    |    |    |    | 1  | 2  |
| 3   | 4  | 5  | 6  | 7  | 8  | 9  |
| 10  | 11 | 12 | 13 | 14 | 15 | 16 |
| 17  | 18 | 19 | 20 | 21 | 22 | 23 |
| 24  | 25 | 26 | 27 | 28 |    |    |

| 3월 |    |    |    |    |    |    |
| 일  | 월 | 화 | 수 | 목 | 금 | 토 |
|     |    |    |    |    | 1  | 2  |
| 3   | 4  | 5  | 6  | 7  | 8  | 9  |
| 10  | 11 | 12 | 13 | 14 | 15 | 16 |
| 17  | 18 | 19 | 20 | 21 | 22 | 23 |
| 24  | 25 | 26 | 27 | 28 | 29 | 30 |
| 31  |    |    |    |    |    |    |

| 4월 |    |    |    |    |    |    |
| 일  | 월 | 화 | 수 | 목 | 금 | 토 |
|     | 1  | 2  | 3  | 4  | 5  | 6  |
| 7   | 8  | 9  | 10 | 11 | 12 | 13 |
| 14  | 15 | 16 | 17 | 18 | 19 | 20 |
| 21  | 22 | 23 | 24 | 25 | 26 | 27 |
| 28  | 29 | 30 |    |    |    |    |

| 5월 |    |    |    |    |    |    |
| 일  | 월 | 화 | 수 | 목 | 금 | 토 |
|     |    |    | 1  | 2  | 3  | 4  |
| 5   | 6  | 7  | 8  | 9  | 10 | 11 |
| 12  | 13 | 14 | 15 | 16 | 17 | 18 |
| 19  | 20 | 21 | 22 | 23 | 24 | 25 |
| 26  | 27 | 28 | 29 | 30 | 31 |    |

| 6월 |    |    |    |    |    |    |
| 일  | 월 | 화 | 수 | 목 | 금 | 토 |
|     |    |    |    |    |    | 1  |
| 2   | 3  | 4  | 5  | 6  | 7  | 8  |
| 9   | 10 | 11 | 12 | 13 | 14 | 15 |
| 16  | 17 | 18 | 19 | 20 | 21 | 22 |
| 23  | 24 | 25 | 26 | 27 | 28 | 29 |
| 30  |    |    |    |    |    |    |

| 7월 |    |    |    |    |    |    |
| 일  | 월 | 화 | 수 | 목 | 금 | 토 |
|     | 1  | 2  | 3  | 4  | 5  | 6  |
| 7   | 8  | 9  | 10 | 11 | 12 | 13 |
| 14  | 15 | 16 | 17 | 18 | 19 | 20 |
| 21  | 22 | 23 | 24 | 25 | 26 | 27 |
| 28  | 29 | 30 | 31 |    |    |    |

| 8월 |    |    |    |    |    |    |
| 일  | 월 | 화 | 수 | 목 | 금 | 토 |
|     |    |    |    | 1  | 2  | 3  |
| 4   | 5  | 6  | 7  | 8  | 9  | 10 |
| 11  | 12 | 13 | 14 | 15 | 16 | 17 |
| 18  | 19 | 20 | 21 | 22 | 23 | 24 |
| 25  | 26 | 27 | 28 | 29 | 30 | 31 |

| 9월 |    |    |    |    |    |    |
| 일  | 월 | 화 | 수 | 목 | 금 | 토 |
| 1   | 2  | 3  | 4  | 5  | 6  | 7  |
| 8   | 9  | 10 | 11 | 12 | 13 | 14 |
| 15  | 16 | 17 | 18 | 19 | 20 | 21 |
| 22  | 23 | 24 | 25 | 26 | 27 | 28 |
| 29  | 30 |    |    |    |    |    |

| 10월 |    |    |    |    |    |    |
| 일   | 월 | 화 | 수 | 목 | 금 | 토 |
|      |    | 1  | 2  | 3  | 4  | 5  |
| 6    | 7  | 8  | 9  | 10 | 11 | 12 |
| 13   | 14 | 15 | 16 | 17 | 18 | 19 |
| 20   | 21 | 22 | 23 | 24 | 25 | 26 |
| 27   | 28 | 29 | 30 | 31 |    |    |

| 11월 |    |    |    |    |    |    |
| 일   | 월 | 화 | 수 | 목 | 금 | 토 |
|      |    |    |    |    | 1  | 2  |
| 3    | 4  | 5  | 6  | 7  | 8  | 9  |
| 10   | 11 | 12 | 13 | 14 | 15 | 16 |
| 17   | 18 | 19 | 20 | 21 | 22 | 23 |
| 24   | 25 | 26 | 27 | 28 | 29 | 30 |

| 12월 |    |    |    |    |    |    |
| 일   | 월 | 화 | 수 | 목 | 금 | 토 |
| 1    | 2  | 3  | 4  | 5  | 6  | 7  |
| 8    | 9  | 10 | 11 | 12 | 13 | 14 |
| 15   | 16 | 17 | 18 | 19 | 20 | 21 |
| 22   | 23 | 24 | 25 | 26 | 27 | 28 |
| 29   | 30 | 31 |    |    |    |    |

### 음양력 대조 일람
| 음력월 | 월건 | 대소 | 음력 1일의 양력 월일 | 음력 1일 간지 |
| ------ | ---- | ---- | -------------------- | ------------- |
| 1월    | 갑인 | 소   | 2월 20일             | 계유          |
| 2월    | 을묘 | 대   | 3월 21일             | 임인          |
| 3월    | 병진 | 소   | 4월 20일             | 임신          |
| 4월    | 정사 | 대   | 5월 19일             | 신축          |
| 5월    | 무오 | 소   | 6월 18일             | 신미          |
| 6월    | 기미 | 소   | 7월 17일             | 경자          |
| 7월    | 경신 | 대   | 8월 15일             | 기사          |
| 8월    | 신유 | 소   | 9월 14일             | 기해          |
| 9월    | 임술 | 대   | 10월 13일            | 무진          |
| 10월   | 계해 | 소   | 11월 12일            | 무술          |
| 11월   | 갑자 | 대   | 12월 11일            | 정묘          |
| 12월   | 을축 | 대   | 1834년 1월 10일      | 정유          |